# Manuel Rodríguez Cruz
Manuel Rodríguez Cruz (Alajuela, 2 de agosto de 1833 - San Ramón, 11 de diciembre de 1901), conocido como Lico Rodríguez, fue un escultor y pintor costarricense. Maestro imaginero, se le considera uno de los máximos representantes del arte religioso costarricense durante el siglo XIX, y uno de los primeros escultores históricos reconocibles de las artes plásticas costarricenses.

## Biografía
Nació en Alajuela, hijo de Ceferino Rodríguez y Mercedes Cruz. Desde la temprana juventud, mostró aptitudes por la pintura y la escultura. Autodidacta, tallaba aves de madera, crucifijos, pasitos navideños y restauraba imágenes. A partir de 1850, fue uno de los pioneros de la ciudad de San Ramón, donde desarrolló su actividad artística. No se tiene noticia de quienes fueron sus maestros, pero su arte muestra fuerte influencia de la imaginería guatemalteca. A mediados del siglo XIX, el obispo de Costa Rica, Anselmo Llorente y La Fuente, le solicitó esculpir un crucifijo con goznes en los hombros para la Parroquia de San Ramón.
Realizó gran cantidad de obras de arte religioso para los templos de San Ramón, además de encargos particulares de personas que vivían en la región. Aunque casi todo su arte es de tipo religioso, también realizó obras no sacras. La mayoría de sus esculturas las realizó en madera de cedro.
En 1861, se casó con María del Rosario Salas Álvarez, con la que tuvo tres hijos. Su matrimonio se disolvió en 1870, conservando Rodríguez la patria potestad de sus tres hijos.
En 1870, se estableció en la ciudad de San José, donde su taller adquirió fama de ser el mejor del país. Alcanzó popularidad entre la clase alta, la cual le encargaba muchos trabajos, llegando a adquirir una clientela frecuente. Contó con varios discípulos, siendo los más conocidos el poeta ramonense Lisímaco Chavarría, Alfredo Jiménez Tórres y Pedro Pérez Molina.
En 1877, a solicitud del ingeniero Fernández Ramírez, talló el Cristo yacente de la Catedral Metropolitana de San José. Luego de 1884, se trasladó a vivir nuevamente a San Ramón, tras una corta estadía en Alajuela. A partir de 1901 se dedicó al comercio.

## Fallecimiento
Falleció en San Ramón, el 11 de diciembre de 1901.

## Obra
Manuel Rodríguez Cruz logró dar a su obra un carácter personal, que devino en un sello propio. Sus obras reflejan gran manejo del material, simetría anatómica y expresividad. Su obra más conocida es la imagen del Cristo yacente que se encuentra en la Catedral Metropolitana de San José, la cual se ha considerado una verdadera obra maestra de la imaginería nacional. Es una de las pocas esculturas de Rodríguez que lleva su firma, ya que en la época en que vivió, los imagineros no frecuentaban firmar sus obras, costumbre heredada de los antiguos gremios de artesanos de la Europa medieval. La escultura del Cristo yacente data de 1877, durante el gobierno del general Tomás Guardia Gutiérrez. La imagen fue presentada oficialmente en abril de 1878, en una procesión entre la Iglesia de la Merced y la Catedral Metropolitana, a la que asiste el presidente Guardia, quien colocó sobre la escultura la banda presidencial.
Otras de sus obras conocidas son las imágenes del Resucitado, la Dolorosa y San Juan, en la Catedral de San José; la Virgen del Carmen y el Dulce Nombre, en el Museo Nacional de Costa Rica; San José y el Niño, en la iglesia de San Miguel de Escazú, San Juan Evangelista, en la Iglesia de Barva de Heredia, San Jerónimo, San José y la Virgen, en la iglesia de San Jerónimo de Naranjo. La mayoría de sus obras se encuentran en Alajuela, San Ramón y Esparza.
Lico Rodríguez participó en varias exposiciones dentro y fuera del país. Obtuvo mención honorífica por sus obras El primer paso y El sueño de la inocencia, ambas realizadas en madera, durante la Exposición Nacional del 15 de septiembre de 1886, organizada por el Gobierno como preparación para la Exposición Universal de París de 1889. En 1893, participó en una exposición local previa a la Exposición Colombiana de Chicago, sin embargo, las obras escultóricas hechas por costarricenses fueron mal recibidas por la prensa nacional, que prefirió los trabajos extranjeros. Sin embargo, cuatro años después, participó con varias obras en la Exposición Centroamericana de Guatemala en 1897, donde ganó la medalla de oro, y uno de sus discípulos, Alfredo Jiménez, fue condecorado con medalla de bronce.
En cuanto a su arte pictórico, ninguna pintura realizada por él ha sobrevivido hasta la actualidad. Solamente se conservan algunos dibujos hechos en crayón que se encuentran en manos de sus descendientes.

## Legado
Se considera a Lico Rodríguez uno de los primeros fomentadores del arte patrio, al haber gestionado ante el gobierno de Guardia el aforo de las imágenes extranjeras, lo que permitió el desenvolvimiento de la escultura sacra nacional, en una época donde la sociedad costarricense tenía en poca valía la obra ejecutada por artistas nacionales. Es el maestro imaginero más renombrado y citado en obras especializadas. Su obra se considera de gran valor histórico y cultural. Su sobrino, Manuel María Zúñiga, ha sido reconocido como el mejor maestro imaginero costarricense del siglo XX, y maestro de grandes escultores nacionales como Francisco Zúñiga, su hijo, y Juan Manuel Sánchez.
En 1959, varias de sus obras se presentaron en una exposición de arte religioso organizada por el Museo Nacional de Costa Rica, y en 1983, el Museo Histórico de San Ramón realizó una exposición de sus obras como conmemoración de los 150 años de su nacimiento.